# パトリシア・メディナ
パトリシア・メディナ（Patricia Medina,  1919年7月19日 - 2012年4月28日）は、イギリス出身の女優である。元夫はジョゼフ・コットン。

## 来歴
1919年、イギリスランカシャーのリヴァプールに生まれる。1930年代後半の10代から演劇をはじめ、映画を中心にキャリアを構築。1940年代には、活動の場をロンドンから、ハリウッドへ移し、数々の作品に主要キャストとして出演している。1950年代からはテレビドラマへも活動の場を広げ、更に知名度を上げていった。
1969年には本多猪四郎監督の日本とアメリカ合作の特撮映画『緯度0大作戦』では、日本映画へも出演し、シーザー・ロメロほか宝田明らとも共演した。
1978年に出演したメキシコ映画『El llanto de los pobres』を最後に女優活動を停止し、事実上引退をしている。
2012年、カリフォルニア州ロサンゼルスにて老衰のため死去。92歳だった。

## 出演作品

### 映画
- 素晴らしき接吻 Dinner at the Ritz (1937)
- Mr.サタン Mr. Satan (1938)
- Double or Quits (1938)
- The Day Will Dawn (1942)
- They Met in the Dark (1943)
- あるスパイの末路 Hotel Reserve (1944)
- Don't Take It to Heart! (1944)
- Kiss the Bride Goodbye (1945)
- ワルツ・タイム Waltz Time (1945)
- 秘めたる心 The Secret Heart (1946)
- The Beginning or the End (1947)
- モス・ローズ Moss Rose (1947)
- The Foxes of Harrow (1947)
- 三銃士 The Three Musketeers (1948)
- 熱血児 The Fighting O'Flynn (1949)
- Children of Chance (1949)
- フランシス Francis (1950)
- 海賊ブラッドの逆襲 Fortunes of Captain Blood (1950)
- 凸凹外人部隊 Abbott and Costello in the Foreign Legion (1950)
- ジャックポット The Jackpot (1950)
- ヴァレンチノ Valentino (1951)
- The Lady and the Bandit (1951)
- The Magic Carpet (1951)
- アラジンと魔法のランプ Aladdin and His Lamp (1952)
- 鉄仮面～レディ・イン・ザ・アイアン・マスク Lady in the Iron Mask (1952)
- 海賊船長 Captain Pirate (1952)
- 望みなき捜索 Desperate Search (1952)
- 流刑の大陸 Botany Bay (1952)
- Siren of Bagdad (1953)
- Sangaree (1953)
- Plunder of the Sun (1953)
- 謎のモルグ街 Phantom of the Rue Morgue (1954)
- Drums of Tahiti (1954)
- 男の城 The Black Knight (1954)
- Pirates of Tripoli (1955)
- アーカディン/秘密調査報告書 Mr. Arkadin (1955)
- Duel on the Mississippi (1955)
- Il mantello rosso (1955)
- Uranium Boom (1956)
- 原始怪獣ドラゴドン The Beast of Hollow Mountain (1956)
- Miami Exposé (1956)
- The Buckskin Lady (1957)
- V1号作戦 Battle of the V-1 (1958)
- 愛ふたたび Count Your Blessings (1959)
- 白雪姫と道化もの Snow White and the Three Stooges (1961)
- 甘い抱擁 The Killing of Sister George (1968)
- 緯度0大作戦 Latitude Zero (1969) - ルクレシア[2][3]
- Keene (1969)
- El llanto de los pobres (1978)

### テレビドラマ
- フォード・テレビジョン・シアター The Ford Television Theatre (1953, 1956)
- Tales of the 77th Bengal Lancers (1956)
- ペリー・メイスン Perry Mason (1958)
- カリフォルニアンズ The Californians (1958)
- 西部のパラディン Have Gun - Will Travel (1958, 1959, 1963)
- 怪傑ゾロ Zorro (1959)
- 第三の男 The Third Man (1959)
- Adventures in Paradise (1959)
- ローハイド Rawhide (1959, 1961)
- ジェネラル・エレクトリック・シアター General Electric Theater (1959)
- タイトロープ Tightrope (1959)
- Black Saddle (1959)
- ボナンザ Bonanza (1960)
- Hotel de Paree (1960)
- ビル船長 Assignment: Underwater (1960)
- コロナド9 Coronado 9 (1960, 1961)
- ささやきスミス倫敦へ行く Whispering Smith (1961)
- 特捜官ニック・ケイン Cain's Hundred (1961)
- バークにまかせろ Burke's Law (1964)
- 泥棒貴族 The Rogues (1964)
- アルフレッド・ヒッチコック・アワー The Alfred Hitchcock Hour (1964)
- 0011ナポレオン・ソロ The Man from U.N.C.L.E. (1964)
- Branded (1966)
- ネーム・オブ・ザ・ゲーム The Name of the Game (1970)
- To Rome with Love (1970)
- マニックス Mannix (1971)